# ZP3
ZP3 est une glycoprotéine de la zone pellucide de l'ovocyte des mammifères sur laquelle se lie le spermatozoïde ce qui provoque la réaction acrosomique.